# Pete Smith
(Motivazione dell'Oscar onorario)
Peter Schmidt, conosciuto anche come Pete Smith (New York, 4 settembre 1892 – Santa Monica, 12 gennaio 1979), è stato un produttore cinematografico statunitense.

## Biografia
Dal 1931 al 1955 diresse oltre 150 cortometraggi, lunghi mediamente dai 9 agli 11 minuti, per i quali ottenne 16 candidature al Premio Oscar, vincendolo per tre volte: per il miglior cortometraggio a colori nel 1938 per Penny Wisdom e per il miglior cortometraggio nel 1941 per Quicker'n a Wink, oltre che l'Oscar onorario nel 1954 per la sua spiritosa e pungente osservazione della scena americana nella sua serie di 'Pete Smith Specialties'.
L'8 febbraio 1960 gli fu assegnata la stella della Hollywood Walk of Fame.
Gli ultimi anni della sua vita le sue condizioni di salute si aggravarono sempre di più. Morì suicida il 12 gennaio 1979, a 86 anni, gettandosi dal tetto dell'ospedale in cui era ricoverato.

## Filmografia parziale
- The Lying Truth, regia di Marion Fairfax (1922)
- Menu, regia di Nick Grinde (1933)
- Strikes and Spares, regia di Felix E. Feist (1934)
- Audioscopiks, regia di Jacob Leventhal e John Norling (1935)
- Wanted, a Master, regia di Arthur J. Ornitz e Gunther von Fritsch (1936)
- Penny Wisdom, regia di David Miller (1937)
- Romance of Radium, regia di Jacques Tourneur (1937)
- Quicker'n a Wink, regia di George Sidney (1940)
- Army Champions, regia di Paul Vogel (1941)
- Marines in the Making, regia di Herbert Polesie (1942)
- Seeing Hands, regia di Gunther von Fritsch (1943)
- Movie Pests, regia di Will Jason (1944)
- Sure Cures, regia di Dave O'Brien (1946)
- Now You See It, regia di Richard L. Cassell (1947)
- You Can't Win, regia di Dave O'Brien (1948)
- Water Trix, regia di Charles T. Trego (1949)
- Wrong Way Butch, regia di Dave O'Brien (1950)

## Riconoscimenti
- Premio Oscar
  - 1934 – Candidatura come miglior cortometraggio novità per Menu
  - 1935 – Candidatura come miglior cortometraggio novità per Strikes and Spares
  - 1936 – Candidatura come miglior cortometraggio novità per Audioscopiks
  - 1937 – Candidatura come miglior cortometraggio per Wanted, a Master
  - 1938 – Miglior cortometraggio a colori per Penny Wisdom
  - 1938 – Candidatura come miglior cortometraggio per Romance of Radium
  - 1941 – Miglior cortometraggio per Quicker'n a Wink
  - 1942 – Candidatura come miglior cortometraggio per Army Champions
  - 1943 – Candidatura come miglior cortometraggio per Marines in the Making
  - 1944 – Candidatura come miglior cortometraggio per Seeing Hands
  - 1945 – Candidatura come miglior cortometraggio per Movie Pests
  - 1947 – Candidatura come miglior cortometraggio per Sure Cures
  - 1948 – Candidatura come miglior cortometraggio per Now You See It
  - 1949 – Candidatura come miglior cortometraggio per You Can't Win
  - 1950 – Candidatura come miglior cortometraggio per Water Trix
  - 1951 – Candidatura come miglior cortometraggio per Wrong Way Butch
  - 1954 – Oscar onorario per la sua spiritosa e pungente osservazione della scena americana nella sua serie di "Pete Smith Specialties"